# Puschkait
Die Puschkait sind in der baltischen Mythologie kleine Erdmännchen, vergleichbar mit den Heinzelmännchen. Sie wohnen gewöhnlich unter Holunderbüschen, aber auch in Häusern. Wo sie sich aufhalten ist alles stets rein und sie beschützen Haus und Vieh der Gastgeber. Werden sie jedoch beleidigt, richten sie Schaden an. Man brachte ihnen Brot, Bier und andere Speisen dar. Ihr Name gehört zu litauisch puškuoti „sprossen, keimen“ oder zu altpreußisch peuse f., lit. pušis „Föhre“.
Eine nicht verlässliche Liste prußischer Gottheiten im Sudauerbüchlein nennt mit dem Namen Puschkayts den unter einem Holunder wohnenden Erdgott.